# Dyckia encholirioides
Dyckia encholirioides là một loài thực vật có hoa trong họ Bromeliaceae. Loài này được (Gaudich.) Mez mô tả khoa học đầu tiên năm 1896.

## Hình ảnh

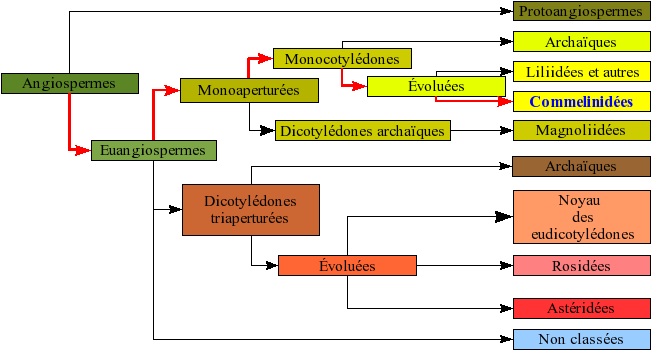
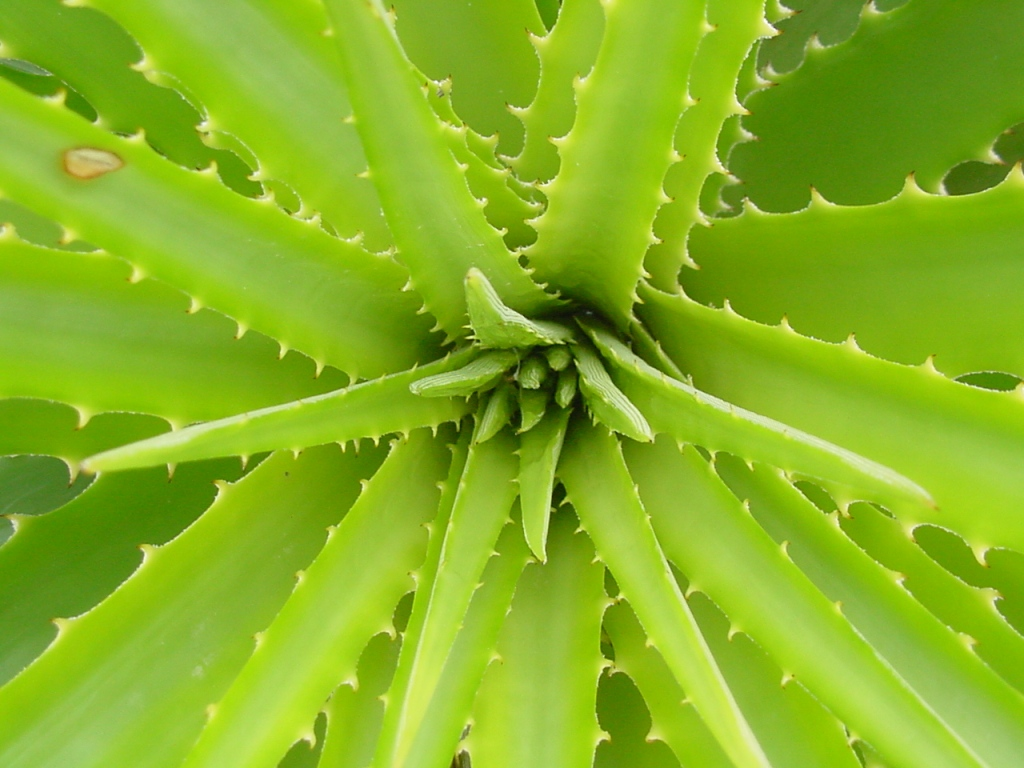
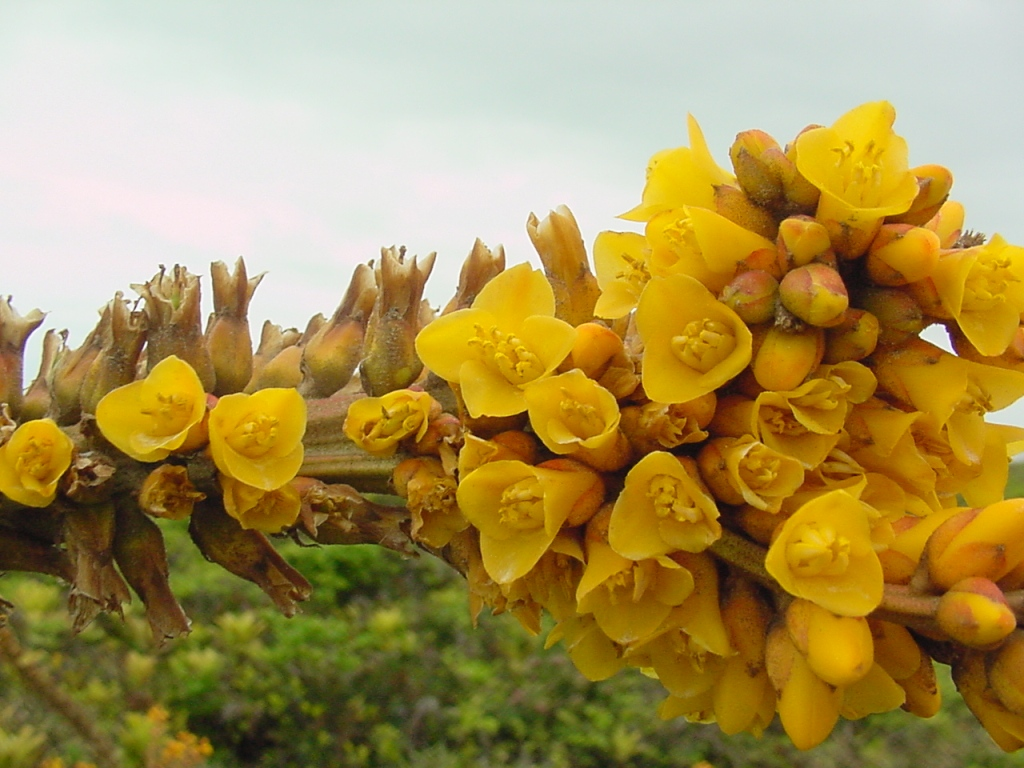
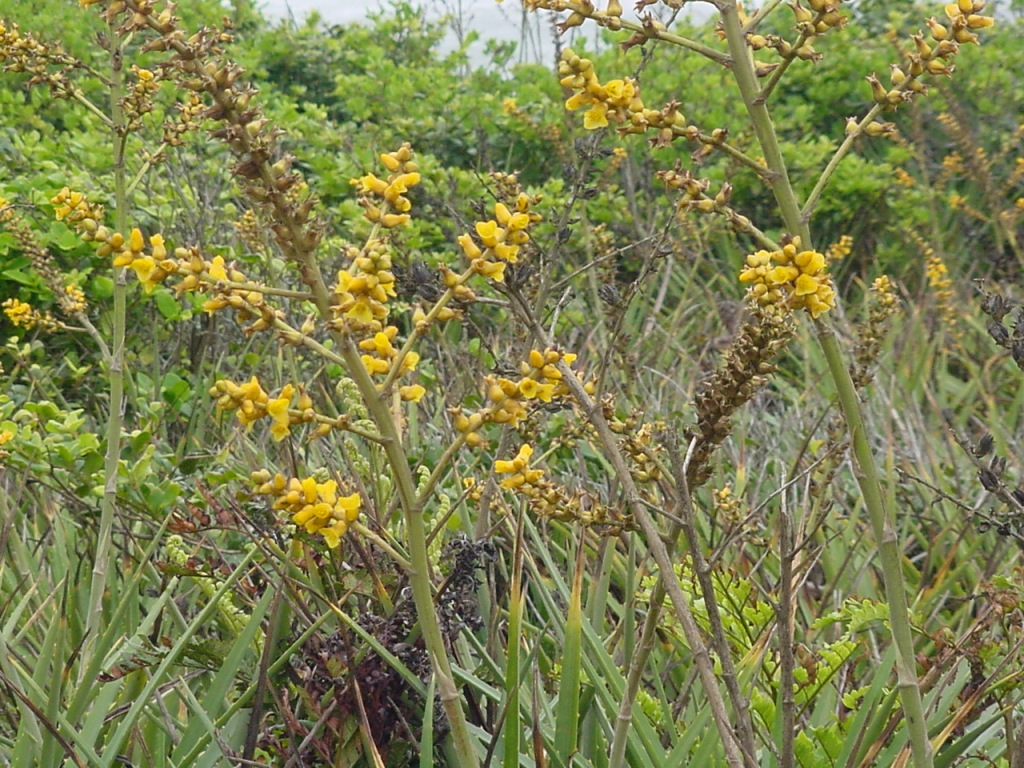